# Wanderbiltiana
Wanderbiltiana is een geslacht van kevers uit de familie bladkevers (Chrysomelidae).
De wetenschappelijke naam van het geslacht werd in 1955 gepubliceerd door Bechyne.

## Soorten
- Wanderbiltiana wawasita Santiago-Blay, Savini, Furth, Craig & Poinar, 2004